# Miss Languedoc-Roussillon
Miss Languedoc-Roussillon est un concours de beauté féminine, réservé aux jeunes femmes de l'ancienne région Languedoc-Roussillon. Il est qualificatif pour l'élection de Miss France, retransmise sur TF1, en décembre, chaque année. 
Quatre Miss Languedoc-Roussillon ont été couronnées Miss France :
- Madeleine Mourgues, Miss France 1930 ;
- Annie Garrigues, Miss France 1938, élue sous le titre de Miss Pyrénées-Orientales ;
- Myriam Stocco, Miss France 1971 ;
- Alexandra Rosenfeld, Miss France 2006, élue sous le titre de Miss Languedoc.

## Histoire
Le concours Miss Languedoc-Roussillon est créé en 1928.
En 1979, le concours Miss Roussillon est créé et se détache de Miss Languedoc.
En 2003, les deux concours de Miss Camargue et de Miss Cévennes fusionnent pour donner Miss Camargue-Cévennes.
En 2006, le concours de Miss Languedoc fusionne avec le concours de Miss Camargue-Cévennes.
Entre 2009 et 2016, les deux concours Miss Languedoc et Miss Roussillon sont distincts.
En 2017, le concours de Miss Languedoc fusionne à nouveau avec celui de Miss Roussillon pour former le concours de Miss Languedoc-Roussillon.
Le 15 avril 2022, le comité Miss Languedoc-Roussillon annonce qu'il se sépare pour laisser place à Miss Languedoc et Miss Roussillon pour Miss France 2023.

## Synthèse des résultats
Note : Toutes les données ne sont pas encore connues.
- Miss France : Madeleine Mourgues (1929), Annie Garrigues (1937, Miss Pyrénées-Orientales), Myriam Stocco (1970), Alexandra Rosenfeld (2005, Miss Languedoc)
- 1re dauphine : Martine David (1978, Miss Languedoc), Florence Dourdou (1979, Miss Languedoc), Cathy Billaudeau (1985, Miss Languedoc), Jenna Sylvestre (2010, Miss Languedoc), Aurore Kichenin (2016)
- 2e dauphine : Stéphane Bracher (1986, Miss Camargue)
- 3e dauphine : Marie-Claude Navarret (1986, Miss Grande-Motte), Rouja Chanon (1992, Miss Camargue)
- 4e dauphine : Violette Pena (1968, Miss Toulouse-Languedoc), Katherina Navegand (1980, Miss Roussillon), Lætitia Guirodou (1983, Miss Languedoc), Nathalie Huc (1987, Miss Roussillon), Florence Olivier (1989, Miss Littoral-Sud), Sandra Praduroux (1992, Miss Littoral-Sud), Maxime Teissier (2023, Miss Languedoc)
- 5e dauphine : Melle Chalton (1981, Miss Roussillon), Anne-Laure Bastide (1995, Miss Cévennes), Laure Mazon (2003, Miss Camargue-Cévennes)
- 6e dauphine : Cathy Billaudeau (1984, Miss Grande-Motte), Estelle Rouquette (2000, Miss Cévennes), Alison Cossenet (2011, Miss Languedoc), Anaïs Franchini (2013, Miss Languedoc)
- Top 12/Top 15 : Roseline Casal (1987, Miss Grande-Motte), Céline Gimbert (1997, Miss Languedoc), Céline Torres (1997, Miss Camargue), Sabrina Dubois (1999, Miss Cévennes), Raphaëlle Navarro (2000, Miss Languedoc), Agnès Fouques (2001, Miss Languedoc), Cindy Martinez (2004, Miss Camargue-Cévennes), Marie-Charlotte Méré (2005, Miss Camargue-Cévennes), Marion Castaing (2010, Miss Roussillon), Julie Vialo (2011, Miss Roussillon), Marilou Cubaynes (2012, Miss Roussillon), Sabine Banet (2013, Miss Roussillon), Sheana Vila Real Coimbra (2014, Miss Roussillon), Léna Stachurski (2015, Miss Languedoc), Alizée Rieu (2017), Lola Brengues (2018), Marion Ratié (2021), Cameron Vallière (2022, Miss Languedoc), Chiara Fontaine (2022, Miss Roussillon), Élise Aquilina (2023, Miss Roussillon)

## Élections locales qualificatives
Pour Miss Languedoc : 
- Miss Alès ;
- Miss Aude ;
- Miss Beaucaire ;
- Miss Bessan ;
- Miss Béziers ;
- Miss Carnon ;
- Miss Cévennes Vallée de Valborgne ;
- Miss Gallargues ;
- Miss Grande-Motte ;
- Miss Hérault ;
- Miss Lozère ;
- Miss Mèze ;
- Miss Montpellier ;
- Miss Narbonne ;
- Miss Palavas ;
- Miss Nîmes ;
- Miss Pays d'Uzès ;
- Miss Saint-Aunes ;
- Miss  Pays Saint-Georges-d'Orques.

Pour Miss Roussillon :
- Miss Font-Romeu ;
- Miss Pays de la Salanque ;
- Miss Perpignan.

## Les Miss
Note : Toutes les données ne sont pas encore connues.
| Année | Titre                     | Nom                   | Âge    | Taille | Résidence             | Classement local/régional | Classement à Miss France                                                            | Autre |
| ----- | ------------------------- | --------------------- | ------ | ------ | --------------------- | --- | ----------------------------------------------------------------------------------- | --- |
| 1929  | Miss Languedoc-Roussillon | Madeleine Mourgues    | 22 ans | Catus  |                       | | Miss France 1930                                                                    | Représente la France au concours Miss Univers 1930 |
| 1937  | Miss Pyrénées-Orientales  | Annie Garrigues       | 19 ans |        | Perpignan             | | Miss France 1938                                                                    | Représente la France au concours Miss Europe 1938 |
| 1959  | Miss Valras               | Florence Belikoff     |        |        |                       | |                                                                                     | |
| 1968  | Miss Toulouse-Languedoc   | Violette Pena         |        |        |                       | Miss Ax-les-Thermes 1968 | 4e dauphine de Miss France 1969                                                     | Prix du sourire à l'élection de Miss France 1969 |
| 1970  | Miss Languedoc-Roussillon | Myriam Stocco         | 20 ans | 1,77 m | Beaucaire             | | Miss France 1971                                                                    | 3e dauphine de Miss Europe 1971, 5e dauphine de Miss Univers 1971                                                                                           |
| 1970  | Miss Lozère               | Françoise Saubert     |        |        |                       | |                                                                                     | |
| 1976  | Miss Côte catalane        | Angélique Busseron    |        |        |                       | |                                                                                     | |
| 1976  | Miss Grande-Motte         | Corinne Maury         |        |        |                       | |                                                                                     | Apparaît durant le reportage sur l'élection de Miss France 1977 de l'ORTF. On y apprend qu'elle est coiffeuse                                               |
| 1976  | Miss Languedoc            | Myriam Sokja          |        |        |                       | |                                                                                     | |
| 1977  | Miss Grande-Motte         | Béatrice Ladenos      |        |        |                       | |                                                                                     | Prix de la photogénie à l'élection de Miss France 1978 |
| 1978  | Miss Languedoc            | Martine David         |        |        |                       | | 1re dauphine de Miss France 1979                                                    | Représentante de la France à Miss International 1979 |
| 1978  | Miss Grande-Motte         | Florence Dourdou      |        |        |                       | |                                                                                     | Prix de la coiffure à l'élection de Miss France 1979 |
| 1979  | Miss Languedoc            | Florence Dourdou      |        |        |                       | | 1re dauphine de Miss France 1980                                                    | Participe 2 fois à Miss France (1979 & 1980) |
| 1979  | Miss Grande-Motte         | Véronique Crouail     |        |        |                       | |                                                                                     | |
| 1979  | Miss Roussillon           | Brigitte Choquet      | 23 ans | 1,75 m |                       | |                                                                                     | Candidate à Miss Univers 1980, Prix du costume national à Miss Univers                                                                                      |
| 1980  | Miss Roussillon           | Katherina Navegand    |        |        |                       | | 4e dauphine de Miss France 1981                                                     | |
| 1981  | Miss Roussillon           | Mlle Chalton          |        |        |                       | | 5e dauphine de Miss France 1982                                                     | |
| 1982  | Miss Roussillon           | Corinne Arbouin       |        |        |                       | |                                                                                     | |
| 1983  | Miss Languedoc            | Lætitia Guirodou      |        |        |                       | | 4e dauphine de Miss France 1984                                                     | |
| 1984  | Miss Grande Motte         | Cathy Billaudeau      |        |        |                       | | 6e dauphine de Miss France 1985                                                     | |
| 1985  | Miss Languedoc            | Cathy Billaudeau      |        |        |                       | | 1re dauphine de Miss France 1986                                                    | Représentante de la France à Miss International 1986, participe 2 fois à Miss France (1985 & 1986)                                                          |
| 1985  | Miss Camargue             | Françoise Coulon      |        |        |                       | |                                                                                     | |
| 1985  | Miss Littoral-Sud         | Françoise Torres      |        |        |                       | |                                                                                     | |
| 1985  | Miss Roussillon           | Béatrice Bonsons      |        |        |                       | |                                                                                     | |
| 1986  | Miss Camargue             | Stéphane Bracher      |        |        |                       | | 2e dauphine de Miss France 1987                                                     | Annoncée premièrement comme 3e dauphine, puis élue 2e dauphine. Son prénom est bien Stéphane et non Stéphanie (comme l'actrice Stéphane Audran)             |
| 1986  | Miss Grande Motte         | Marie-Claude Navarret |        |        |                       | | 3e dauphine de Miss France 1987                                                     | Pas appelée au début, puis après correction des erreurs, devient 3e dauphine                                                                                |
| 1986  | Miss Languedoc            | Nathalie Provenzano   |        |        |                       | |                                                                                     | |
| 1986  | Miss Roussillon           | Sandra Marti          |        |        |                       | |                                                                                     | |
| 1987  | Miss Grande Motte         | Roseline Casal        |        |        |                       | | Figure parmi les 12 demi-finalistes à l'élection de Miss France 1988                | |
| 1987  | Miss Languedoc            | Laurence Aimable      |        |        |                       | |                                                                                     | |
| 1987  | Miss Littoral Sud         | Caroline Bruno        |        |        |                       | |                                                                                     | |
| 1987  | Miss Roussillon           | Nathalie Huc          |        |        |                       | | 4e dauphine de Miss France 1988                                                     | |
| 1988  | Miss Languedoc            | Sophie Lustro         |        |        |                       | |                                                                                     | |
| 1988  | Miss Littoral Sud         | Carole Mondon         |        |        |                       | |                                                                                     | |
| 1988  | Miss Roussillon           | Christine Lemaire     |        |        |                       | |                                                                                     | |
| 1989  | Miss Camargue             | Michèle Meyer         |        |        |                       | |                                                                                     | |
| 1989  | Miss Languedoc            | Sophie Bonnier        |        |        |                       | |                                                                                     | |
| 1989  | Miss Littoral Sud         | Florence Olivier      |        |        |                       | | 4e dauphine de Miss France 1990                                                     | |
| 1990  | Miss Côte Vermeille       | Nathalie Birba        |        |        |                       | |                                                                                     | |
| 1990  | Miss Languedoc            | Catherine Galière     |        |        |                       | |                                                                                     | |
| 1990  | Miss Littoral Sud         | Catherine Cambon      |        |        |                       | |                                                                                     | |
| 1990  | Miss Roussillon           | Muriel de Angelis     |        |        |                       | |                                                                                     | |
| 1991  | Miss Camargue             | Laure Dethon          |        |        |                       | |                                                                                     | |
| 1991  | Miss Languedoc            | Stéphanie Santa       |        |        |                       | |                                                                                     | |
| 1991  | Miss Littoral Sud         | Lucille Viguier       |        |        |                       | |                                                                                     | |
| 1992  | Miss Camargue             | Rouja Chanon          | 18 ans |        |                       | | 3e dauphine de Miss France 1993                                                     | |
| 1992  | Miss Languedoc            | Céline Muratore       | 18 ans |        |                       | |                                                                                     | |
| 1992  | Miss Littoral Sud         | Sandra Praduroux      | 22 ans |        |                       | | 4e dauphine de Miss France 1993                                                     | |
| 1993  | Miss Languedoc            | Myriam Girardier      |        |        |                       | |                                                                                     | |
| 1994  | Miss Camargue             | Armelle Rigaud        |        |        |                       | |                                                                                     | |
| 1994  | Miss Cévennes             | Karine Saysset        |        |        | Millau                | Miss Sud-Aveyron 1994 |                                                                                     | Prix Maurice de Waleffe à l'élection de Miss France 1995 |
| 1994  | Miss Languedoc            | Cynthia Kastener      | 22 ans |        |                       | |                                                                                     | |
| 1995  | Miss Camargue             | Sylviane Renaudeau    |        |        |                       | |                                                                                     | |
| 1995  | Miss Cévennes             | Anne-Laure Bastide    |        |        | Lespéron              | | 5e dauphine de Miss France 1996                                                     | |
| 1995  | Miss Languedoc            | Laurence Bergonnier   |        |        |                       | |                                                                                     | |
| 1996  | Miss Camargue             | Virginie Papin        |        |        | Saint Gilles          | |                                                                                     | |
| 1996  | Miss Languedoc            | Carole Pagès          |        |        |                       | |                                                                                     | |
| 1997  | Miss Camargue             | Céline Torrès         | 20 ans | 1,73 m | Nîmes                 | | Figure parmi les 12 demi-finalistes à l'élection de Miss France 1998                | |
| 1997  | Miss Cévennes             | Laurence Lamy         | 18 ans | 1,72 m | Nîmes                 | Miss Uzès 1997 |                                                                                     | |
| 1997  | Miss Languedoc            | Céline Gimbert        | 18 ans | 1,80 m | Béziers               | | Figure parmi les 12 demi-finalistes à l'élection de Miss France 1998                | |
| 1998  | Miss Camargue             | Marion Perbost        | 18 ans | 1,75 m |                       | |                                                                                     | |
| 1998  | Miss Cévennes             | Christelle Goeury     | 22 ans | 1,78 m |                       | |                                                                                     | |
| 1998  | Miss Languedoc            | Séverine Perpina      | 18 ans | 1,74 m | Mireval               | |                                                                                     | |
| 1999  | Miss Camargue             | Audrey Marbouty       | 18 ans | 1,75 m |                       | |                                                                                     | |
| 1999  | Miss Cévennes             | Sabrina Dubois        | 18 ans | 1,81 m | Anduze                | | Figure parmi les 12 demi-finalistes à l'élection de Miss France 2000                | |
| 1999  | Miss Languedoc            | Carine Balestié       | 18 ans | 1,72 m | Lattes                | |                                                                                     | |
| 2000  | Miss Camargue             | Frédérique Noël       |        |        | Chaudeyrac            | |                                                                                     | |
| 2000  | Miss Cévennes             | Estelle Rouquette     |        |        | La Peyrade            | Miss Castelnau 2000 1re dauphine miss Languedoc 2000 | 6e dauphine de Miss France 2001                                                     | |
| 2000  | Miss Languedoc            | Raphaëlle Navarro     |        |        | Montpellier           | Miss Boucanet 99 Miss Carnon 2000 | Figure parmi les 12 demi-finalistes à l'élection de Miss France 2001                | Candidate à l'émission Koh-Lanta |
| 2001  | Miss Camargue             | Magali Savé           | 21 ans | 1,72 m | Uzès                  | Miss Vaunage 2001 |                                                                                     | |
| 2001  | Miss Cévennes             | Sophie Pépin          | 22 ans | 1,72 m | Caveirac              | Miss Boucanet 2000, Miss Pont du Gard 2000 |                                                                                     | |
| 2001  | Miss Languedoc            | Agnès Fouques         | 21 ans | 1,72 m | Alès                  | | Figure parmi les 12 demi-finalistes à l'élection de Miss France 2002                | |
| 2002  | Miss Camargue             | Élodie Canville       |        |        |                       | |                                                                                     | |
| 2002  | Miss Cévennes             | Sophie Larmignat      |        |        |                       | |                                                                                     | |
| 2002  | Miss Languedoc            | Ismaëlle Allouane     |        |        | Bellegarde            | Miss Vaunage 2002 |                                                                                     | |
| 2003  | Miss Camargue-Cévennes    | Laure Mazon           |        |        |                       | | 5e dauphine de Miss France 2004                                                     | |
| 2003  | Miss Languedoc-Roussillon | Stéphanie Gamba       |        |        |                       | |                                                                                     | |
| 2004  | Miss Camargue-Cévennes    | Cindy Martinez        | 18 ans | 1,75 m | Alès                  | | Figure parmi les 12 demi-finalistes à l'élection de Miss France 2005 et termine 9e  | |
| 2004  | Miss Languedoc-Roussillon | Charlotte Ledet       | 20 ans | 1,72 m |                       | |                                                                                     | Prix de la beauté à l'élection de Miss France 2005 |
| 2005  | Miss Camargue-Cévennes    | Marie-Charlotte Méré  | 18 ans | 1,76 m | Carcassonne           | Miss Carcassonne 2005, 1re dauphine de Miss Languedoc 2005 | Figure parmi les 12 demi-finalistes à l'élection de Miss France 2006 et termine 8e  | Représentante la France à Miss International 2006 |
| 2005  | Miss Languedoc            | Alexandra Rosenfeld   | 18 ans | 1,73 m | Saint-Thibéry         | Miss Pic Saint-Loup 2005 | Miss France 2006                                                                    | Miss Europe 2006 |
| 2005  | Miss Roussillon           | Florence Micolau      | 22 ans | 1,72 m | Perpignan             | |                                                                                     | |
| 2006  | Miss Languedoc            | Stéphanie Pomarès     | 20 ans | 1,76 m | Lattes                | 1re dauphine de Miss Pic Saint-Loup 2005 |                                                                                     | |
| 2007  | Miss Languedoc-Roussillon | Florence d'Odorico    | 21 ans | 1,82 m | Nîmes                 | Miss Nîmes 2007 |                                                                                     | Prix de l'élégance Jean Doucet à l'élection de Miss France 2008                                                                                             |
| 2008  | Miss Languedoc-Roussillon | Cindy Filipiak        | 22 ans | 1,76 m | Perpignan             | Miss Pays de l'Hérault 2007, 1re dauphine de Miss Roussillon 2007 |                                                                                     | |
| 2009  | Miss Languedoc            | Manon Ricci           | 18 ans | 1,73 m | Montpellier           | Miss Montpellier 2009 |                                                                                     | Prix du costume folklorique à l'élection de Miss France 2010                                                                                                |
| 2009  | Miss Roussillon           | Céline Callivrousis   | 22 ans | 1,70 m | Villeneuve-de-la-Raho | |                                                                                     | Marion Castaing est destituée pour avoir déjà participé à l’élection à deux reprises auparavant.Elle est remplacée par sa 1re dauphine, Céline Callivrousis |
| 2010  | Miss Languedoc            | Jenna Sylvestre       | 22 ans | 1,72 m | Montpellier           | Miss Montpellier 2010 | 1re dauphine de Miss France 2011                                                    | |
| 2010  | Miss Roussillon           | Marion Castaing       | 22 ans | 1,76 m | Canet-en-Roussillon   | Miss Porte de Camargue 2007, Miss Camargue 2007, 1re dauphine de Miss Languedoc-Roussillon 2007, 2e dauphine de Miss Languedoc-Roussillon 2008, 1re dauphine miss Carnon 2009, Miss Roussillon 2009 | Figure parmi les 12 demi-finalistes à l'élection de Miss France 2011 et termine 9e  | Élue Miss Roussillon 2009 mais destituée puis réélue Miss Roussillon en 2010                                                                                |
| 2011  | Miss Languedoc            | Alison Cossenet       | 19 ans | 1,72 m | Cournonsec            | Miss Palavas 2010, 1re dauphine de Miss Languedoc 2010, >Miss Pic Saint Loup 2011 | 6e dauphine de Miss France 2012                                                     | |
| 2011  | Miss Roussillon           | Julie Vialo           | 18 ans | 1,70 m | Toulouges             | 3e dauphine de Miss Conflent 2011 | Figure parmi les 12 demi-finalistes à l'élection de Miss France 2012 et termine 10e | |
| 2012  | Miss Languedoc            | Emmanuelle Fabre      | 22 ans | 1,73 m | Gignac                | Miss littoral biterrois 2011, 1re dauphine de Miss Languedoc 2011, Miss Montpellier 2012 |                                                                                     | Prix de la photogénie île Maurice à l'élection de Miss France 2013                                                                                          |
| 2012  | Miss Roussillon           | Marilou Cubaynes      | 24 ans | 1,73 m | Cabestany             | 1re dauphine de Miss Conflent 2011, 1re dauphine de Miss Roussillon 2011 | Figure parmi les 12 demi-finalistes à l'élection de Miss France 2013 et termine 12e | |
| 2013  | Miss Languedoc            | Anaïs Franchini       | 22 ans | 1,75 m | Narbonne              | 1re dauphine de Miss Littoral Méditerranée Corbières 2011, Miss Aude 2011, Miss Pic Saint-Loup 2012, 2e dauphine de Miss Languedoc 2012, Miss Carnon 2013                                           | 6e dauphine de Miss France 2014                                                     | |
| 2013  | Miss Roussillon           | Sabine Banet          | 21 ans | 1,74 m | Saleilles             | 2e dauphine de Miss Villelongue 2011, Miss Perpignan 2013 | Figure parmi les 12 demi-finalistes à l'élection de Miss France 2014 et termine 10e | Sabine Banet devient Miss Roussillon 2013 à la suite de la destitution de Norma Julia                                                                       |
| 2014  | Miss Languedoc            | Marie Fabre           | 22 ans | 1,70 m | Montpellier           | Miss Montpellier 2014 |                                                                                     | Prix de la photogénie TV Mag à l'élection de Miss France 2015                                                                                               |
| 2014  | Miss Roussillon           | Sheana Vila Real      | 20 ans | 1,70 m | Perpignan             | Miss Catalogne 2012, 2e dauphine de Miss Roussillon 2013, Miss Vallespir 2014 | Figure parmi les 12 demi-finalistes à l'élection de Miss France 2015 et termine 8e  | |
| 2015  | Miss Languedoc            | Léna Stachurski       | 20 ans | 1,74 m | Roquemaure            | Miss Pays d'Uzès 2015 | Figure parmi les 12 demi-finalistes à l'élection de [Miss France 2016 et termine 9e | |
| 2015  | Miss Roussillon           | Anaïs Marin           | 21 ans | 1,78 m | Alénya                | Miss Catalogne 2015. |                                                                                     | |
| 2016  | Miss Languedoc-Roussillon | Aurore Kichenin       | 22 ans | 1,74 m | Jacou                 | Miss Palavas 2014, 1re dauphine de Miss Languedoc 2014, 1re dauphine de Miss Bessan 2015, Miss Montpellier 2016                                                                                     | 1re dauphine de Miss France 2017                                                    | Miss Monde France 2017, Top 5 à Miss Monde 2017 |
| 2017  | Miss Languedoc-Roussillon | Alizée Rieu           | 21 ans | 1,73 m | Vallabrix             | Miss Nîmes 2015, Miss Hérault 2017 | Figure parmi les 12 demi-finalistes à l'élection de Miss France 2018 et termine 8e  | |
| 2018  | Miss Languedoc-Roussillon | Lola Brengues         | 19 ans | 1,77 m | Congénies             | Miss Beaucaire 2018 | Figure parmi les 12 demi-finalistes à l'élection de Miss France 2019 et termine 8e  | Prix de la photogénie à Miss France 2019 |
| 2019  | Miss Languedoc-Roussillon | Lucie Caussanel       | 18 ans | 1,80 m | Montblanc             | Miss Béziers 2019 |                                                                                     | |
| 2020  | Miss Languedoc-Roussillon | Illana Barry          | 19 ans | 1,76 m | Aigues-Mortes         | Miss Beaucaire 2020 |                                                                                     | Prix de l'élégance à Miss France 2021 |
| 2021  | Miss Languedoc-Roussillon | Marion Ratié          | 20 ans | 1,72 m | Redessan              | Miss Beaucaire 2021 | Figure parmi les 15 demi-finalistes à l'élection de Miss France 2022 et termine 15e | |
| 2022  | Miss Languedoc            | Cameron Vallière      | 23 ans | 1,74 m | Nîmes                 | Miss Beaucaire 2019, 1re dauphine de Miss Languedoc-Roussillon 2019, Miss Petite Camargue 2022 | Figure parmi les 15 demi-finalistes à l'élection de Miss France 2023 et termine 10e | |
| 2022  | Miss Roussillon           | Chiara Fontaine       | 20 ans | 1,74 m | Corneilla-del-Vercol  | 1re dauphine Miss Perpignan 2019, 1re dauphine de Miss Pyrénées Orientales 2020, Miss Sète 2020, 3ème dauphine Miss Languedoc-Roussillon 2020, Miss Perpignan 2022                                  | Figure parmi les 15 demi-finalistes à l'élection de Miss France 2023 et termine 13e | |
| 2023  | Miss Languedoc            | Maxime Teissier       | 19 ans | 1,73 m | Montpellier           | Miss Grande-Motte 2023 | 4e dauphine de Miss France 2024                                                     | |
| 2023  | Miss Roussillon           | Élise Aquilina        | 21 ans | 1,71 m | Cabestany             | Miss Pays de la Salanque 2021, 4e dauphine Miss Languedoc-Roussillon 2021, Miss Perpignan 2023 | Figure parmi les 15 demi-finalistes à l'élection de Miss France 2024 et termine 11e | Prix de l'Académie des Miss à Miss France 2024, 2e ex aequo au test de culture générale avec Miss Limousin                                                  |
| 2024  | Miss Languedoc            | Jade Benazech         | 18 ans | 1,82 m | Sallèles-d'Aude       | 1re dauphine Miss Aude 2023, Miss Aude 2024 |                                                                                     | |
| 2024  | Miss Roussillon           | Cassiopée Rimbaud     | 21 ans | 1,71 m | Laroque-des-Albères   | Miss Font-Romeu 2024 |                                                                                     | |
| 2025  | Miss Languedoc            | Lou Lambert           | 19 ans | 1,72 m | Carnon                | 2e dauphine Miss Montpellier 2025, Miss Carnon 2025 |                                                                                     | |
| 2025  | Miss Roussillon           | Déborah Adelin-Chabal | 18 ans | 1,75 m | Cabestany             | Miss Littoral 2025 |                                                                                     | |

## Palmarès par département depuis 2010
Pour Miss Languedoc et Miss Languedoc-Roussillon : 
- Hérault : 2010, 2011, 2012, 2014, 2016, 2019, 2023, 2025 (8)
- Gard : 2015, 2017, 2018, 2020, 2021, 2022 (6)
- Aude : 2013, 2024 (2)
- Pyrénées-Orientales :
- Lozère :

## Palmarès par commune depuis 2009
Pour Miss Roussillon :
- Cabestany : 2012, 2023, 2025 (3)
- Laroque-des-Albères : 2024 (1)
- Corneilla-del-Vercol : 2022 (1)
- Alénya : 2015 (1)
- Perpignan : 2014 (1)
- Saleilles : 2013 (1)
- Toulouges : 2011 (1)
- Canet-en-Roussillon : 2010 (1)
- Villeneuve-de-la-Raho : 2009 (1)

## Palmarès à l'élection Miss France depuis 2000
- Miss France : 2006
- 1re dauphine : 2011, 2017
- 2e dauphine :
- 3e dauphine :
- 4e dauphine : 2024
- 5e dauphine : 2004
- 6e dauphine : 2001, 2012, 2014
- Top 12 puis 15 : 2000, 2002, 2005, 2011, 2012, 2013, 2014, 2015, 2016, 2018, 2019, 2022, 2023 (x2), 2024
- Classement des régions pour les 10 dernières élections (Miss France 2015 à 2024) :
- Languedoc :  10e sur 30
- Roussillon : 23e sur 30[Note 1]

## À retenir
- Meilleur classement de ces 10 dernières années : Aurore Kichenin, 1re dauphine de Miss France 2017.
- Dernier classement réalisé : Maxime Teissier (Miss Languedoc), 4e dauphine de Miss France 2024, et Élise Aquilina (Miss Roussillon), demi-finaliste à Miss France 2024.
- Dernière Miss France : Alexandra Rosenfeld, élue Miss France 2006.